# Eduardo Penido
Eduardo Penido, född den 23 januari 1960 i Rio de Janeiro, är en brasiliansk seglare.
Han tog OS-guld i 470 i samband med de olympiska seglingstävlingarna 1980 i Moskva.